# Anuj Lugun
Anuj Lugun (Hindi अनुज लुगुन, geboren 10. Januar 1986 in Simdega, Jharkhand) ist ein indischer Autor, der seine Texte in Hindi verfasst und vor allem durch seine Lyrik bekannt wurde.

## Leben und Werk
Anuj Lugun studierte am Ranchi College und der Banaras Hindu University. Er ist als Assistant Professor an der Central University of South Bihar in Gaya tätig.
Anju Lugun gehört der Volksgruppe der Munda an und thematisiert in seinem Schreiben unter anderem auch den Verlust von Stammesidentität und den natürlichen Lebensgrundlagen der Adivasi. Er greift in seinen Texten auch Mythen seiner Volksgruppe auf und beschäftigt sich mit der Geschichte ihrer Kämpfe. Er beschreibt seine Lyrik selbst als ein Vehikel für eine „philosophy of resistance“ (Philosophie des Widerstandes).
Das poetische Werk Luguns wurde mehrfach ausgezeichnet. So wurde ihm 2009 der Muktibodh Rashtriya Kavya Sammaan verliehen und 2011 der Bharat Bhushan Agarwal Award. 2019 wurde ihm der Yuva Puraskar der Sahitya Akademi für sein Langgedicht Bagh aur Sugna Munda ki Beti (deutsch: Der Tiger und die Tochter von Sugna Munda) verliehen. In ihm beschreibt er die Auswirkungen von Abholzungen auf Tiger und andere Wildtiere und erzählt von dem Kampf zwischen Mensch und Tier.

## Veröffentlichungen
- Bagh Aur Sugna Munda Kee Beeti, Vani Prakashan 2017, ISBN 978-93-5229-655-2 (deutsche Übersetzung: Der Tiger und die Tochter von Sugna Munda. Aus dem Hindi übersetzt von Vanessa Kremer, Draupadi Verlag 2022, ISBN 978-3-945191-73-6)
- Aadiwasi Aasmita Prabhutav Aur Pratirodh, Ananya Prakashan 2015, ISBN 978-93-81997-51-2